# Moussé
Pour les articles homonymes, voir Moussé (homonymie).
Moussé est une commune française située dans le département d'Ille-et-Vilaine, en région Bretagne, peuplée de 310 habitants.

## Géographie
|         | Arbrissel |        |
| Retiers | Moussé    | Rannée |
|         | Drouges   |        |

### Hydrographie
Pour un article plus général, voir Réseau hydrographique d'Ille-et-Vilaine.
La commune est située dans le bassin Loire-Bretagne. Elle est drainée par l'Ardenne, le Drouges,,.
L'Ardenne, d'une longueur de 23 km, prend sa source dans la commune de Rannée et se jette  dans la Seiche à Marcillé-Robert, après avoir traversé six communes. 

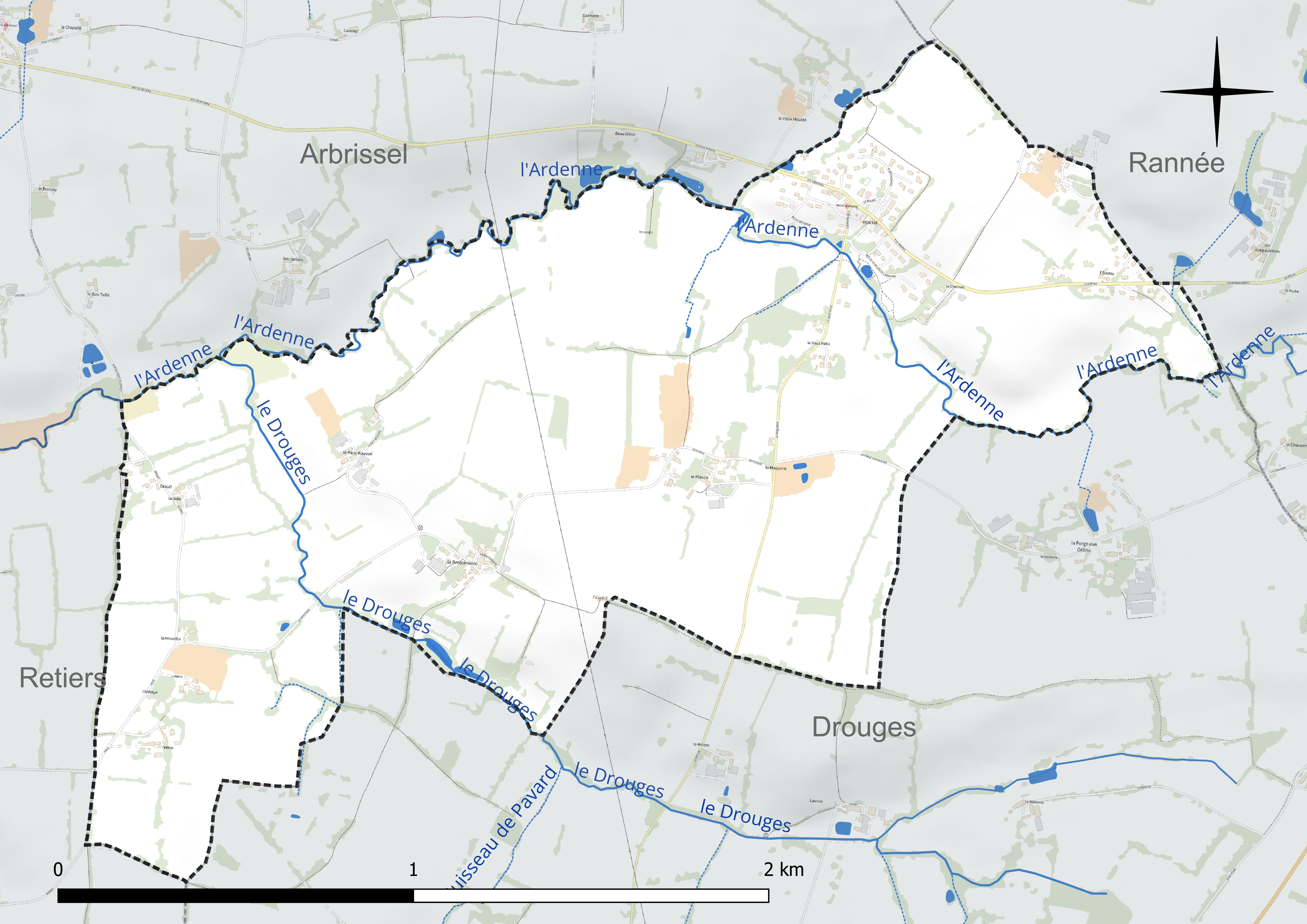
Réseau hydrographique de Moussé.

### Climat
Pour des articles plus généraux, voir Climat de la Bretagne et Climat d'Ille-et-Vilaine.
En 2010, le climat de la commune est de type climat océanique altéré, selon une étude du CNRS s'appuyant sur une série de données couvrant la période 1971-2000. En 2020, Météo-France publie une typologie des climats de la France métropolitaine dans laquelle la commune est exposée à un climat océanique et est dans la région climatique  Bretagne orientale et méridionale, Pays nantais, Vendée, caractérisée par une faible pluviométrie en été et une bonne insolation. Parallèlement l'observatoire de l'environnement en Bretagne publie en 2020 un zonage climatique de la région Bretagne, s'appuyant sur des données de Météo-France de 2009. La commune est, selon ce zonage, dans la zone « Sud Est », avec des étés relativement chauds et ensoleillés.  
Pour la période 1971-2000, la température annuelle moyenne est de 11,5 °C, avec une amplitude thermique annuelle de 13,4 °C. Le cumul annuel moyen de précipitations est de 753 mm, avec 12,8 jours de précipitations en janvier et 6,9 jours en juillet. Pour la période 1991-2020, la température moyenne annuelle observée sur la station météorologique la plus proche, située sur la commune d'Arbrissel à 3 km à vol d'oiseau, est de 12,1 °C et le cumul annuel moyen de précipitations est de 718,7 mm,. Pour l'avenir, les paramètres climatiques de la commune estimés pour 2050 selon différents scénarios d'émission de gaz à effet de serre sont consultables sur un site dédié publié par Météo-France en novembre 2022.

## Urbanisme

### Typologie
Au 1er janvier 2024, Moussé est catégorisée commune rurale à habitat dispersé, selon la nouvelle grille communale de densité à sept niveaux définie par l'Insee en 2022.
Elle est située hors unité urbaine. Par ailleurs la commune fait partie de l'aire d'attraction de La Guerche-de-Bretagne, dont elle est une commune de la couronne,. Cette aire, qui regroupe 11 communes, est catégorisée dans les aires de moins de 50 000 habitants,.

### Occupation des sols
L'occupation des sols de la commune, telle qu'elle ressort de la base de données européenne d'occupation biophysique des sols Corine Land Cover (CLC), est marquée par l'importance des territoires agricoles (100 % en 2018), une proportion identique à celle de 1990 (100 %). La répartition détaillée en 2018 est la suivante : 
zones agricoles hétérogènes (59,5 %), prairies (22 %), terres arables (18,4 %). L'évolution de l'occupation des sols de la commune et de ses infrastructures peut être observée sur les différentes représentations cartographiques du territoire : la carte de Cassini (XVIIIe siècle), la carte d'état-major (1820-1866) et les cartes ou photos aériennes de l'IGN pour la période actuelle (1950 à aujourd'hui).

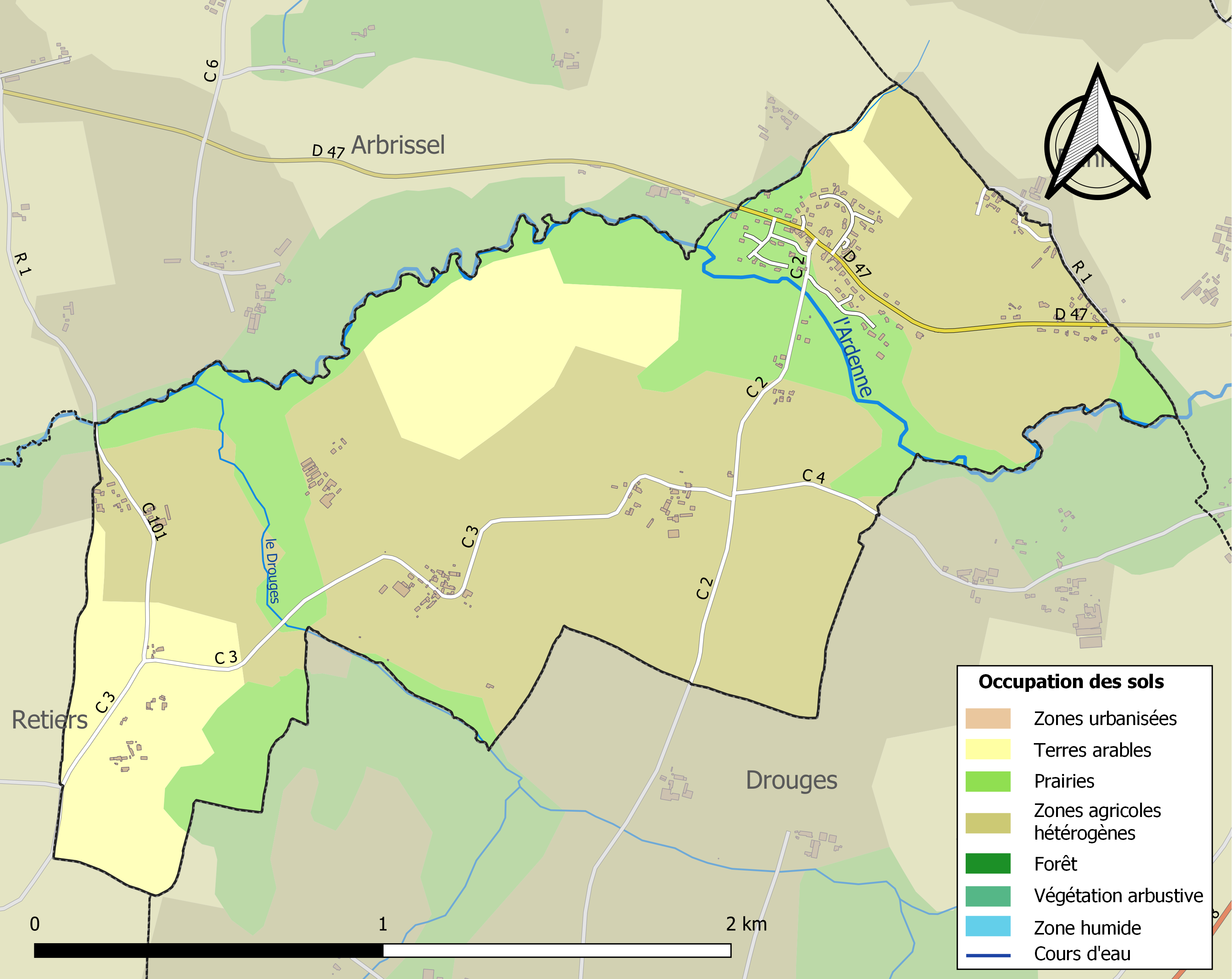
Carte des infrastructures et de l'occupation des sols de la commune en 2018 (CLC).

## Toponymie
Le nom de la commune est attesté sous les formes Moucieo en 1264 puis Mocé au XIIe siècle. Ce nom est un dérivé en -acum sur un celtique mocco- "porc, sanglier" (rapproché de breton moc'h, irlandais mucc ; ici nom d'homme plus que géographique), en évolution romane.

## Histoire

### Étymologie et origines
L'origine du bourg de Moussé se situe sans doute au village du « Vieux Moussé » à l'ouest de la commune, un site sans doute gallo-romain y a été repéré par avion par Gilles Leroux, à proximité de l'ancienne voie antique Rennes-Angers.
Moussé était du pays historique breton de Guerche ou Guerchais, dans l'évêché ou grand-pays de Rennes.

### Révolution française
Le 8 mars 1792, des gardes nationales font irruption dans les paroisses d'Arbrissel, Moussé, La Selle et Availles pour en chasser leurs prêtres réfractaires.

## Politique et administration

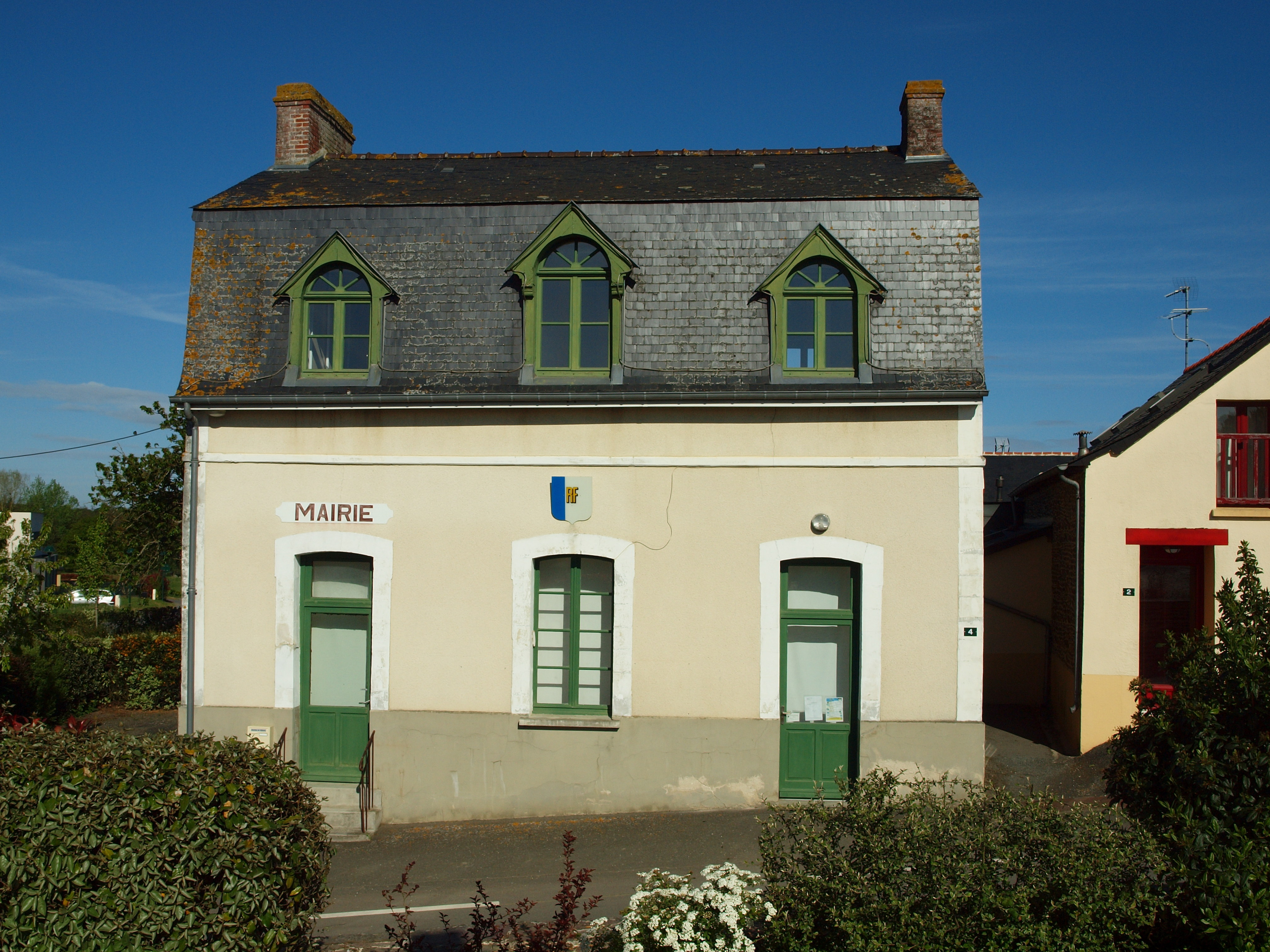
La mairie.

| Période                                  | Période   | Identité        | Étiquette | Qualité                               |
| ---------------------------------------- | --------- | --------------- | --------- | ------------------------------------- |
| mars 1983                                | juin 1995 | Louis Chedémail |           | Cultivateur                           |
| juin 1995                                | En cours  | Gilbert Gérard, | SE        | Directeur de production puis retraité |
| Les données manquantes sont à compléter. |           |                 |           |                                       |

## Démographie
L'évolution du nombre d'habitants est connue à travers les recensements de la population effectués dans la commune depuis 1793. Pour les communes de moins de 10 000 habitants, une enquête de recensement portant sur toute la population est réalisée tous les cinq ans, les populations de référence des années intermédiaires étant quant à elles estimées par interpolation ou extrapolation. Pour la commune, le premier recensement exhaustif entrant dans le cadre du nouveau dispositif a été réalisé en 2007.
En 2022, la commune comptait 310 habitants, en évolution de −6,06 % par rapport à 2016 (Ille-et-Vilaine : +5,46 %, France hors Mayotte : +2,11 %).
| 1793 | 1800 | 1806 | 1821 | 1831 | 1836 | 1841 | 1846 | 1851 |
| ---- | ---- | ---- | ---- | ---- | ---- | ---- | ---- | ---- |
| 246  | 271  | 224  | 283  | 325  | 312  | 291  | 291  | 275  |

| 1856 | 1861 | 1866 | 1872 | 1876 | 1881 | 1886 | 1891 | 1896 |
| ---- | ---- | ---- | ---- | ---- | ---- | ---- | ---- | ---- |
| 304  | 260  | 258  | 251  | 244  | 245  | 237  | 231  | 208  |

| 1901 | 1906 | 1911 | 1921 | 1926 | 1931 | 1936 | 1946 | 1954 |
| ---- | ---- | ---- | ---- | ---- | ---- | ---- | ---- | ---- |
| 194  | 188  | 193  | 190  | 211  | 180  | 191  | 201  | 191  |

| 1962 | 1968 | 1975 | 1982 | 1990 | 1999 | 2006 | 2007 | 2012 |
| ---- | ---- | ---- | ---- | ---- | ---- | ---- | ---- | ---- |
| 167  | 134  | 117  | 111  | 137  | 200  | 297  | 311  | 315  |

| 2017 | 2022 | - | - | - | - | - | - | - |
| ---- | ---- | - | - | - | - | - | - | - |
| 336  | 310  | - | - | - | - | - | - | - |

## Transports
La commune est desservie par la ligne de bus n°8 de Vitré Communauté.

## Lieux et monuments

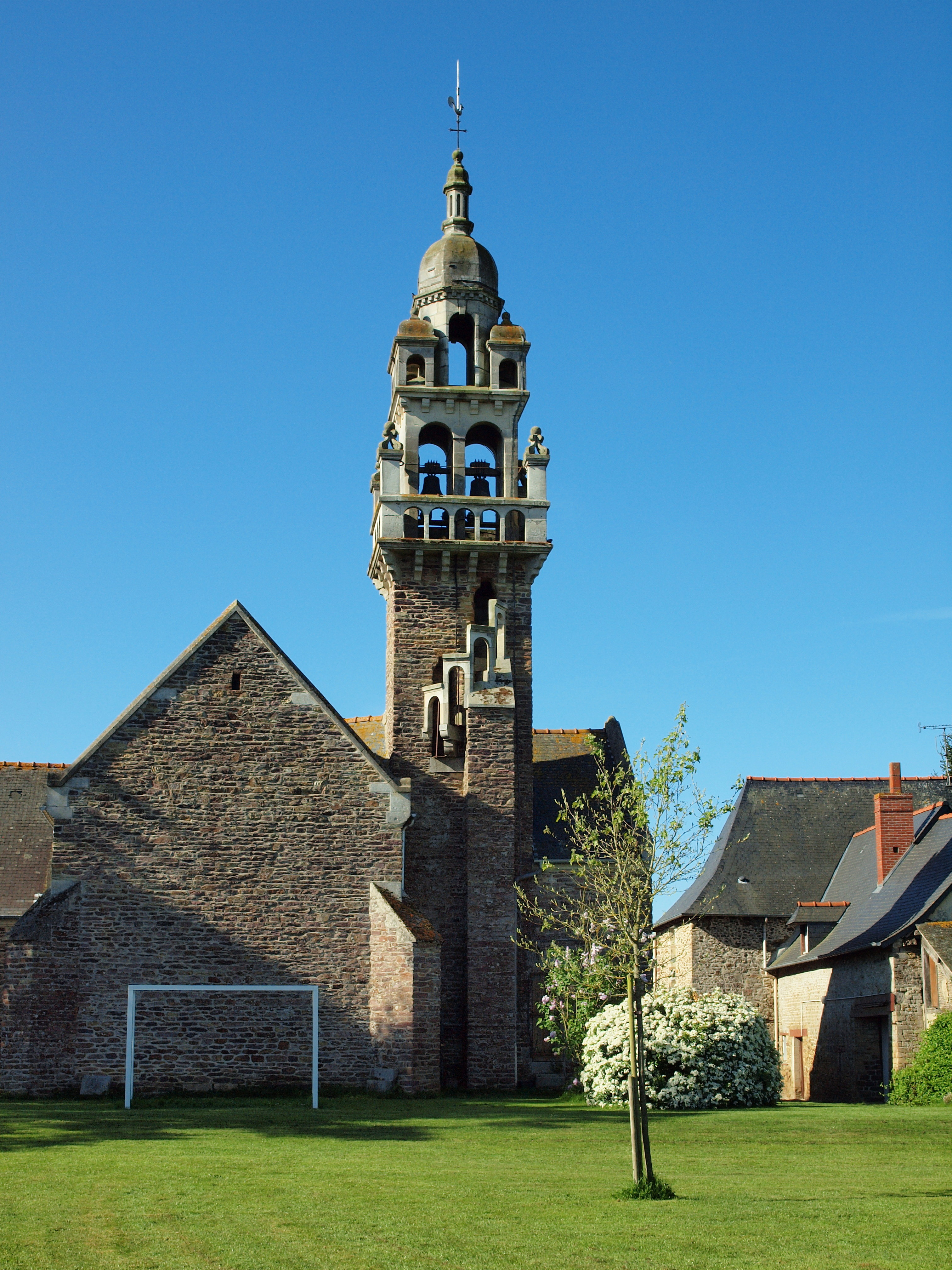
L'église paroissiale Sainte-Trinité.

- L'église paroissiale Sainte-Trinité, œuvre de l'architecte Arthur Regnault[25].